# جان‌اسپرت
جان‌اسپرت (انگلیسی: JanSport) شرکت لوازم ورزشی آمریکایی است، که در سال ۱۹۶۷ تأسیس شد.